# Cecropia mutisiana
Cecropia mutisiana är en nässelväxtart som beskrevs av Gottfried Wilhelm Johannes Mildbraed. Cecropia mutisiana ingår i släktet Cecropia och familjen nässelväxter. Inga underarter finns listade i Catalogue of Life.